# Liste der Monuments historiques in Bambecque
Die Liste der Monuments historiques in Bambecque führt die Monuments historiques in der französischen Gemeinde Bambecque auf.

## Liste der Bauwerke
| Bezeichnung       | Beschreibung              | Standort | Kennzeichnung | Schutzstatus | Datum | Bild           |
| ----------------- | ------------------------- | -------- | ------------- | ------------ | ----- | -------------- |
| Schloss Engelshof |                           | (Lage)   | PA00107361    | Inscrit      | 1983  |                |
| Kirche St-Omer    | Erbaut im 12. Jahrhundert | (Lage)   | PA59000124    | Inscrit      | 2006  | weitere Bilder |

## Liste der Objekte
- Monuments historiques (Objekte) in Bambecque in der Base Palissy des französischen Kultusministeriums